# Лодейка
Лодейка — деревня в Великоустюгском районе Вологодской области. Административный центр упразднённого Нижнеерогодского сельского поселения и Нижнеерогодского сельсовета. В результате объединения Нижнеерогодского сельского поселения с Марденгским входит в состав Марденгского сельского поселения с административным центром в деревне Благовещенье.
Расстояние до районного центра Великого Устюга по автодороге — 39 км. Ближайшие населённые пункты — Скорятино, Давыдовское, Выползово, Соловьёво, Рупосово, Малая Горка, Григорьевское, Березово, Загорье.
По переписи 2002 года население — 258 человек (123 мужчины, 135 женщин). Преобладающая национальность — русские (99 %).